# 栃木県立栃木特別支援学校
栃木県立栃木特別支援学校（とちぎけんりつ とちぎとくべつしえんがっこう）は、栃木県栃木市皆川城内町にある公立特別支援学校。知的障害者を教育対象とする。獨協医科大学病院内に「ひばり分教室」がある。

## 学部
- 小学部
- 中学部
- 高等部
- 訪問教育

## 沿革
- 1974年1月1日 - 学校設置。同年4月19日開校。
- 1976年4月1日 - 高等部設置。
- 1977年4月1日 - 施設内学級設置。
- 1979年4月1日 - 訪問教育学級設置。
- 2002年4月1日 - 獨協医科大学病院内学級（訪問教育）開設。同年4月10日獨協医科大学病院とちぎ子ども医療センター内分教室開設。
- 2008年4月1日 - 学校名を「栃木県立栃木特別支援学校」に変更